# Pilosocereus azulensis
Pilosocereus azulensis es una especie de planta fanerógama de la familia Cactaceae.

## Distribución
Es endémica de Minas Gerais en Brasil.  Es una especie rara en la vida silvestre. Está tratada en peligro de extinción por pérdida de hábitat.

## Descripción
Pilosocereus azulensis crece de forma arbórea o arbustiva, ramificada por encima de la base y alcanzando un tamaño de hasta 10 metros de altura. El tallo de color verde oliva suave a glauco tiene un diámetro de 8-9,5 centímetros. Tiene 6 a 12 costillas presentes que a veces tienen ranuras transversales. Las areolas están a 5 a 7 milímetros de distancia. Las delgadas espinas son opacas de color marrón amarillento. Las 1 a 11 espinas centrales se levantan  sobresalientes y miden de 0,5 a 4 centímetros de largo. Las espinas radiales en número de 8-12 son extendidas y de 3 a 13 milímetros de largo. Las areolas están ubicados en las costillas en la parte superior de los brotes, o justo debajo de ella. De ellos surgen el pelo blanco a gris  de hasta 3 centímetros de largo. Las flores de amplia apertura son de color verde pálido en el exterior y miden 5.5 a 6.7 centímetros de largo y tienen diámetros de 4,7-7 centímetros. Los frutos son esféricos deprimidas y alcanzan un diámetro de 4,2 a 6 centímetros, desgarrados por los lados, contienen una pulpa de color magenta.

## Taxonomía
Pilosocereus azulensis fue descrita por  N.P.Taylor & Zappi y publicado en Cactaceae Consensus Initiatives 3: 8. 1997.
Etimología
Pilosocereus: nombre genérico que deriva de la  palabra  griega:
pilosus que significa "peludo" y Cereus un género de las cactáceas, en referencia a que es un Cereus peludo.
azulensis: epíteto geográfico que alude a que la planta tipo fue descubierta en el Parque Estadual da Pedra Azul.